# Усеберзький корабель
Усеберзький корабель (норв. Osebergskipet) — дубовий корабель вікінгів, виявлений 1904 року поблизу Тенсберга в норвезькій провінції Вестфолл. Човен, що перебував під землею в поховальному кургані, був розкопаний і сьогодні демонструється в Музеї кораблів вікінгів в Осло. Судячи з дендрохронологічних даних, корабель спустили на воду близько 820 року і до 834 року використовували в прибережній навігації, після чого був використаний як поховальний корабель.

## Опис

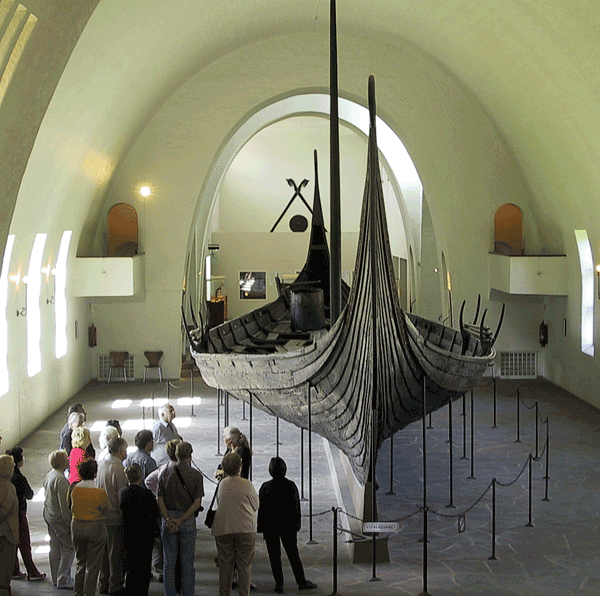
Озебергзький корабель вікінгів

Довжина корабля 21,6 м, ширина — 5,1 м, розмір щогли міг коливатися від 6 до 10 м. При площі вітрила в 90 м² корабель міг розвивати швидкість до 10 вузлів. 15 пар кочетів свідчить про те, що судно приводили в рух 30 веслярів. Ніс і корма корабля прикрашені вигадливою різьбою у вигляді сплетених тварин, а також з'єднаними у валкнут трикутниками.
Хоча курган ще в середині століття піддався розграбуванню, археологи виявили в човні останки двох жінок високого соціального становища (молодої і старої), фрагменти східних шовкових тканин, непогано збереженого дерев'яного воза і навіть кістки павича. Це свідчить про жваву торгівлю вікінгів зі Сходом по Волзі і Дніпру.
Скандинавські вчені довгий час намагалися зв'язати похованих у кораблі з династією Інглінгів і навіть називали одну з жінок бабкою Гаральда I Норвезького. Попередній аналіз ДНК вказує на те, що молодша з них мала гаплогрупу U7, яка практично відсутня серед європейців, але нерідко зустрічається на Близькому Сході, особливо серед іранців.